# Chiesa della Natività di San Giovanni Battista (Mezzolombardo)
La chiesa della Natività di San Giovanni Battista è la parrocchiale di Mezzolombardo in Trentino. Rientra nella zona pastorale di Mezzolombardo dell'arcidiocesi di Trento e risale al XIX secolo.

## Storia

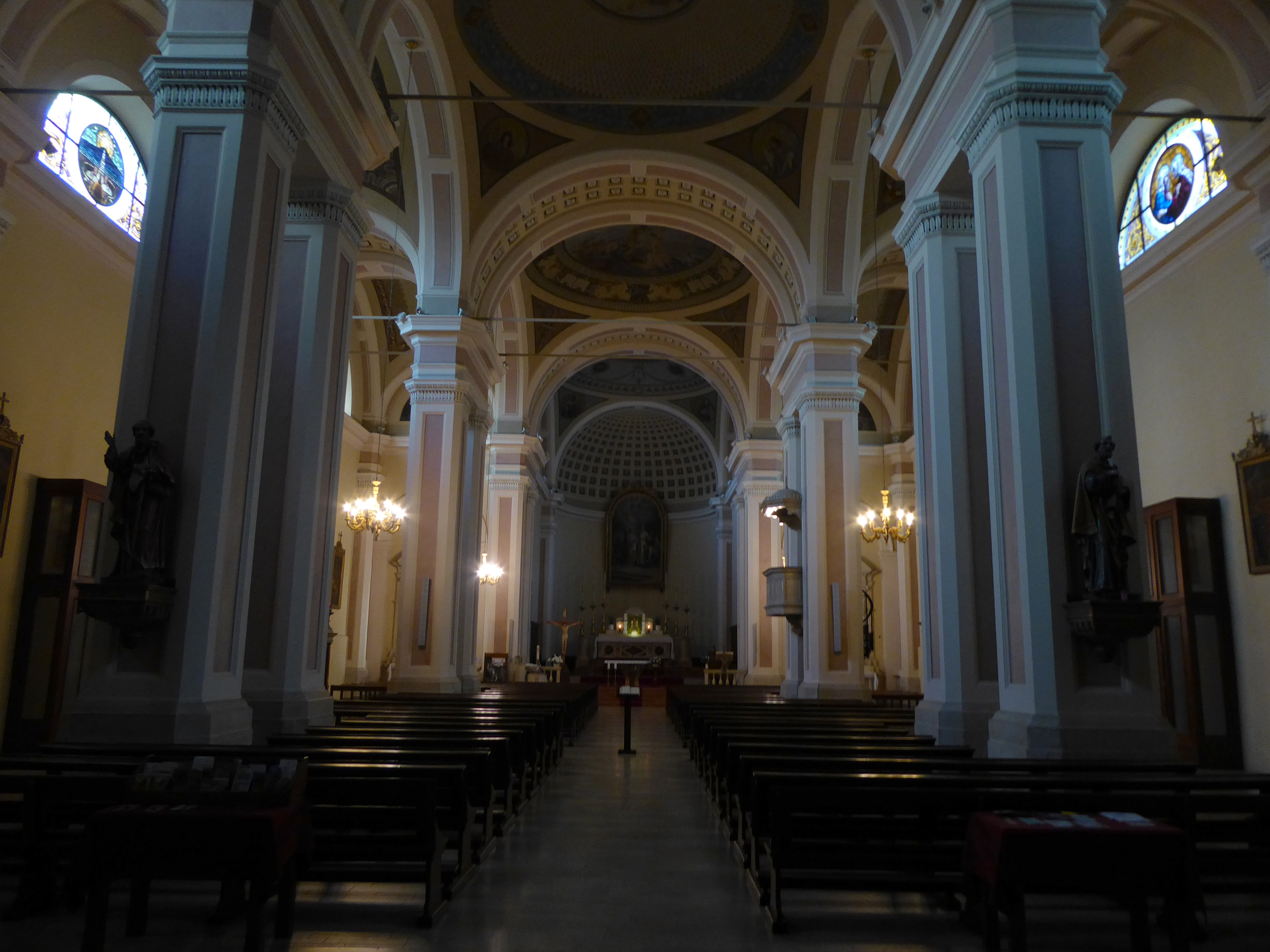
Interno

La presenza di una chiesa nel centro di Mezzolombardo con dedicazione a San Giovanni Battista è citata già nel XVI secolo come filiale della parrocchiale della chiesa di San Pietro. Negli atti visitali del 1581 si descrive la chiesa come dotata di quattro altari e con la concessione della custodia eucaristica. L'altare maggiore era intitolato alla Beata Vergine Maria, mentre i tre laterali a Santa Lucia, a San Michele Arcangelo e a San Giovanni Battista.

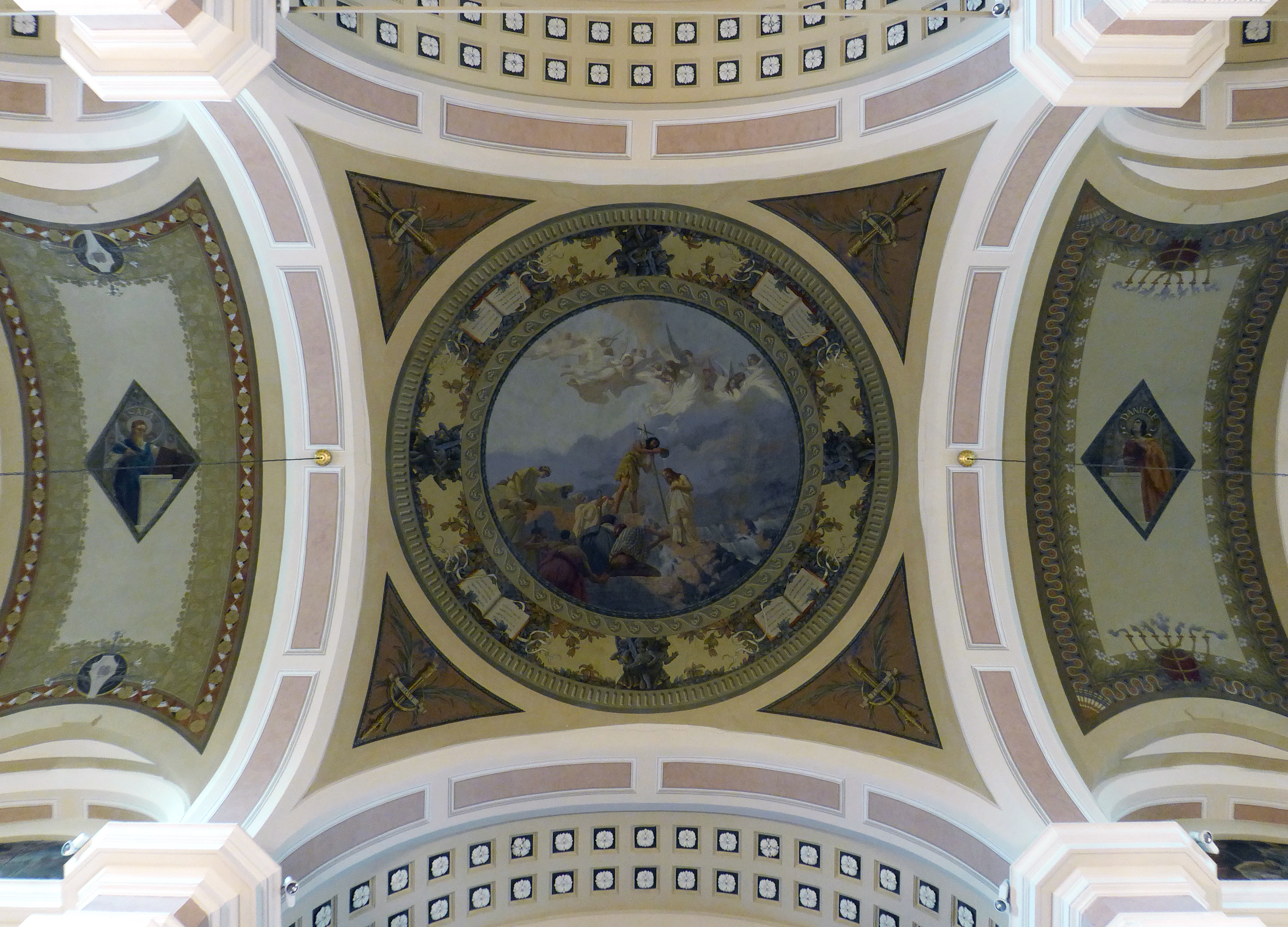
Affresco sulla volta, raffigurante il battesimo di Gesù.

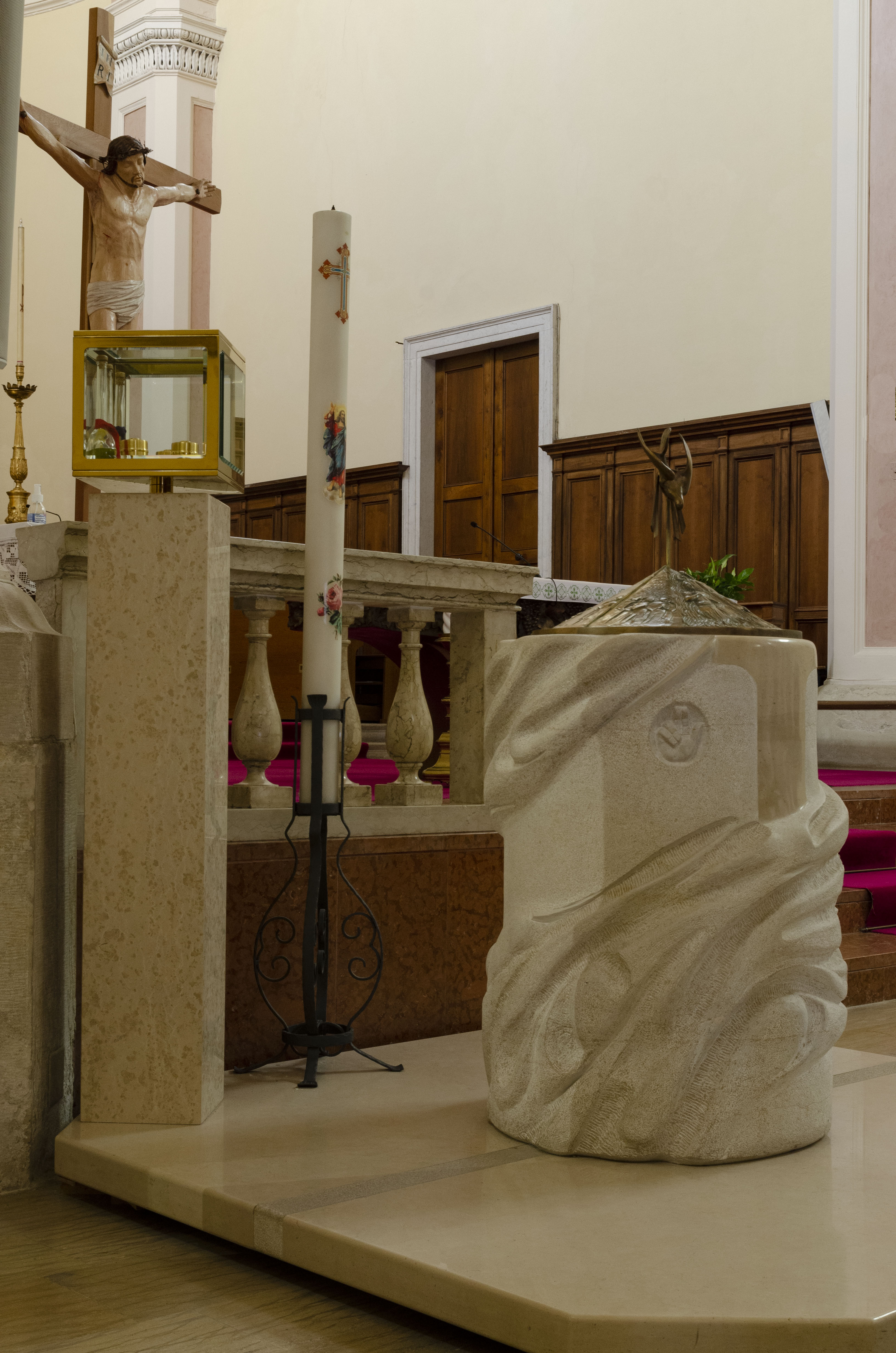
Fonte battesimale posto sotto la balaustra del presbiterio dopo i lavori di adeguamento liturgico.

All'inizio del Seicento la cappella si rivelò insufficiente a soddisfare le esigenze della popolazione e nel 1611 iniziarono i lavori di costruzione della nuova chiesa, che fu consacrata l'8 agosto 1629. Il nuovo tempio era dotato di cinque altari e di affreschi raffiguranti i Santi Fabiano e Sebastiano.
Il 3 marzo 1705 un incendio distrusse il tetto della chiesa e fu necessaria la sua ricostruzione, nel 1707, e nello stesso anno furono realizzati la sagrestia ed il campaniletto in legno. Nel 1750 venne elevata a dignità di chiesa parrocchiale, sostituendo l'antica chiesa di San Pietro in colle e tra il 1752 ed il 1765 il campanile fu riedificato in pietra. Nel 1758 la chiesa fu oggetto di un intervento di ristrutturazione e il 20 settembre 1823 la chiesa fu elevata a sede decanale.
Verso il 1830 si ripresentò lo stesso problema che si era manifestato all'inizio del Seicento e si pensò, in un primo momento, di ampliare l'edificio mediante la realizzazione di due navate laterali e, perciò, Giuseppe Romedio de' Scari fu incaricato di redigere il progetto. Successivamente, però, si optò per una ricostruzione ex novo della chiesa e la prima pietra venne posta il 21 settembre 1846. Il disegno venne elaborato da Leopoldo de Claricini e modificato da Pietro Estense Selvatico. I lavori di costruzione del nuovo edificio, condotti dalla ditta di Antonio Conci da Borgo Valsugana e supervisionati dal geometra Carlo Antonio De Vigili, furono portati a termine nel 1849. La chiesa fu consacrata il 20 ottobre 1850 dal vescovo di Trento Giovanni Nepomuceno de Tschiderer.
La struttura subì un restauro nel 1867 e in quell'anno fu affidato a Giuseppe Segusini l'incarico di redigere il progetto per la facciata della chiesa, ancora incompleta. Segusini elaborò due progetti, ma i lavori non iniziarono mai.
Durante la prima guerra mondiale le campane furono requisite per scopi bellici e nel 1922 cinque nuove campane sostituirono quelle asportate. In quel periodo venne pure realizzata la facciata su disegno del bolzanino Francesco Rossi. Tra il 2009 e il 2015 vennero restaurati sia la chiesa sia la torre campanaria.

## Descrizione

### Esterni
La chiesa si trova nel centro dell'abitato di Mezzolombardo, in piazza San Giovanni, e mostra orientamento verso sud-ovest. Il prospetto principale è neoclassico. La torre campanaria si alza in posizione isolata davanti all'edificio religioso.

### Interni
La chiesa ha tre navate e al suo interno conserva opere di pregio come l'altare maggiore, realizzato da Antonio Gradenico su disegno di Pietro Selvatico, la statua lignea di Santa Maria Immacolata, il dipinto di Giovanni Bevilacqua con soggetto San Giovanni Battista che predica sulle rive del Giordano, gli affreschi sulle volte che rappresentano il Battesimo di Cristo al Giordano, San Pietro in trono e San Paolo in trono, la pala raffigurante la Nascita di San Giovanni Battista, eseguita nel 1890 da Giuseppe Rollini da Torino, la statua lignea raffigurante San Pietro, intagliata da Giuseppe Obletter, e la raffigurazione dell'Annuncio della nascita di San Giovanni a San Zaccaria.